# رالف د. بوده
رالف د. بوده (بالألمانية: Ralf D. Bode؛ بالإنجليزية: Ralf D. Bode) هو مصور سينمائي ومشغل كاميرا أمريكي وألماني، ولد في 31 مارس 1941 في برلين في ألمانيا، وتوفي في 27 فبراير 2001 في سانتا مونيكا في الولايات المتحدة بسبب سرطان.

## وصلات خارجية
- رالف د. بوده على موقع IMDb (الإنجليزية)
- رالف د. بوده على موقع ألو سيني (الفرنسية)
- رالف د. بوده على موقع أول موفي (الإنجليزية)
- رالف د. بوده على موقع قاعدة بيانات الأفلام السويدية (السويدية)
- رالف د. بوده على موقع ديسكوغز (الإنجليزية)
- رالف د. بوده على موقع قاعدة بيانات الفيلم (الإنجليزية)
- رالف د. بوده على موقع كينوبويسك (الروسية)